# ديفورد بيلي
ديفورد بيلي (14 ديسمبر 1899 - 2 يوليو 1982) مغني يعتبر أحد نجوم موسيقى الريف الأمريكية والبلوز من عشرينيات القرن الماضي حتى عام 1941. ومن أوائل الفنانين الذين تم تقديمهم على محطة إذاعية ناشفيل، أول فنان أمريكي من أصل أفريقي يظهر في العرض ، وأول فنان يتم تسجيل موسيقاه في ناشفيل. لعب بيلي العديد من الآلات الموسيقية في حياته المهنية ، لكنه اشتهر بالعزف على الهارمونيكا ، وغالبًا ما يشار إليه على أنه "ساحر الهارمونيكا".

## روابط خارجية
- Bailey's biographer's site, with audio and photos
- Samples of DeFord Bailey's recordings
- The PBS documentary
- Illustrated DeFord Bailey discography
- The Unsung Black Musician Who Changed Country Music, Narratively, January 23, 2020
- The Encyclopedia of Country Music – Deford Bailey Chapter, Pages 24–25 (David C. Morton)
- ديفورد بيلي التسجيلات من ديسكاغز.كوم
- ديفورد بيلي في قاعدة بيانات الأفلام على الإنترنت